# 安永紀和
安永 紀和（やすなが のりかず、1969年- ）は、福岡県宗像市出身のゲームクリエイター。

## 略歴
1989年、九州大学文学部在学中に株式会社リバーヒルソフトでアルバイトを始める。
リバーヒルソフトには2000年まで在籍し、ワールド・ネバーランドシリーズを手がける。
2007年、株式会社シングに在籍する形で、王様物語の制作に参加。
デジタルハリウッド福岡校にてJava講師をしていたこともある。

## 作品
- ワールド・ネバーランド 〜オルルド王国物語〜（PS）
- ワールド・ネバーランド2 〜プルト共和国物語〜（PS）
- ワーネバ・アイランド（PS）
- 王様物語（Wii）